# Cratere Wen Shu
Wen Shu  è un cratere sulla superficie di Venere. Deve il proprio nome a Wen Shu (文俶T), pittrice cinese della Dinastia Ming.